# Château du duc de Dino
 (septembre 2024).
Le château du Duc de Dino est un monument situé à Montmorency, dans le Val-d'Oise. Bien que son histoire remonte au xixe siècle, il s'inscrit dans la continuité du parc de Montmorency, un vaste domaine historique créé au début du XVIIe siècle.

## Historique
En 1820, le parc de Montmorency, dont la superficie était autrefois considérable, fut démantelé. Une des parcelles fut acquise en 1878 par Isaac Léopold Sée, un banquier parisien d'origine alsacienne. Ambitieux et désireux de marquer son succès social, Sée fit construire une demeure dans le style de la Renaissance italienne. La construction du château et des communs débuta en 1879 sous la direction de l'architecte local Pierre Victor Cuvilier. Achevée en 1885, l'œuvre architecturale se distinguait par ses deux corps de logis et ses communs remarquables.
La prospérité de Sée fut courte car il perdit sa fortune dans des spéculations boursières et dut vendre la propriété en 1885. Le château fut alors acquis en 1886 par Adèle Livingston-Stevens, qui épousa peu après le marquis Charles Maurice Camille de Talleyrand-Périgord, futur duc de Dino. Le couple entreprit une seconde phase de travaux visant à agrandir et moderniser le château. Le parc fut reconfiguré et agrandi, tandis que des commodités modernes telles que l’eau courante, le chauffage à air pulsé, l’électricité, et même un ascenseur, furent ajoutées. Toutefois, à la fin du XIXe siècle, le couple se sépara et la propriété fut vendue.

## Propriétaires successifs
Après la séparation du duc et de son épouse, le château connut plusieurs propriétaires au cours du XXe siècle, parmi lesquels des banquiers, négociants et autres personnalités. Le domaine subit de nouvelles transformations jusqu’à ce que la Ville de Montmorency en fasse l’acquisition en 1991.
Depuis, le château est occupé par l’association MARS 95 (Mouvement Associatif d’Action et de Réadaptation Sociale du Val-d’Oise), destinée à la protection de l’enfance. En 2018, il obtient le label "Patrimoine d’intérêt régional", reconnaissant ainsi sa valeur historique et culturelle.
Le château du duc de Dino en totalité, ses façades et toitures de toutes les dépendances ainsi que le parc font l'objet d'une inscription au titre des Monuments historiques par arrêté du 17 novembre 2022. La salle de bains mauresque et la salle de bains japonisante du château font l'objet d'un classement par arrêté du 30 juillet 2024.

## Architecture et patrimoine
Le château du Duc de Dino est un exemple de l’architecture de la Renaissance italienne, marqué par l’influence de ses différents propriétaires. Les initiales "D" entrelacées du duc ornent encore aujourd'hui la grille du parc. Le château bénéficie d’un périmètre de protection de 500 mètres, soumis au contrôle des Architectes des bâtiments de France, qui surveillent toute intervention sur le bâtiment.